# Fabiola Nyrva Aladin
Fabiola Nyrva Aladin est une enseignante, improvisatrice, actrice et chanteuse québécoise née le 2 mai 1989 à Repentigny au Québec. Elle est principalement connue pour ses rôles dans la série télévisée Sans rendez-vous de Marie-Andrée Labbé et le film Viking de Stéphane Lafleur.

## Biographie

### Études
Fabiola Nyrva Aladin fréquente le Collège St-Jean-Vianney à Montréal pour ses études secondaires et obtient son diplôme en 2006. C'est à cet endroit qu'elle touche à l'improvisation théâtrale pour la première fois en 2005. Pendant son passage au Collège, elle est en nomination pour le Prix de la personnalité de l'année de la première secondaire en  et remporte le Prix de la personnalité artistique de la deuxième secondaire en 2003,.
Par la suite, elle poursuit ses études collégiales en arts et lettres, profil Cinéma et communications, au Collège de Maisonneuve où elle obtient son diplôme en 2009. Ensuite, elle obtient son baccalauréat en Enseignement au secondaire, profil français, à l'Université de Sherbrooke en 2015.
En 2019, elle retourne à l'Université de Sherbrooke pour compléter un diplôme d'études supérieures spécialisées en Gestion de l'éducation et de la formation.

### Carrière
Fabiola Nyrva Aladin commence sa carrière professionnelle en tant qu'enseignante de français au secondaire à l'École secondaire Calixa-Lavallée de la Commission scolaire de la Pointe-de-l'Île en février 2013,. La même année, elle participe à une collaboration musicale avec le chanteur et humoriste Maxime Gervais sur la chanson intitulée Montréal de l'album Le héros de la ville, paru le 16 avril 2013,. Elle participera également à l'écriture et à l'interprétation de la chanson J'ai perdu mon portefeuille, qui fait partie du projet musical Une toune par jour du musicien et chanteur Jean-Sébastien Houle.
Le 11 décembre 2014, Aladin participe pour la première fois à la 35e édition du Punch Club, une compétition d'improvisation théâtrale sans règle où les joueurs s'affrontent pour gagner la faveur du public et une bourse en argent, aux côtés de Richardson Zéphir et Mehdi Bousaidan. Ils perdront contre le trio composé de Frédéric Barbusci, Antoine Vézina et Guillaume Lemée par la marque de 25 à 13.
En 2017, elle obtient son premier rôle au théâtre dans la pièce Sylvie aime Maurice, grâce à deux personnes rencontrées dans le cadre de l'improvisation : Florence Longpré et Nicolas Michon,. La pièce est présentée au Théâtre La Licorne de Montréal.
Le journaliste Hugo Dumas du périodique numérique La Presse écrit en 2017 que Fabiola Nyrva Aladin est pressentie pour jouer le rôle de Fabiola dans la série M'entends-tu, diffusée sur Télé-Québec. Cependant, pour des raisons inconnues, le rôle est offert à la chanteuse Mélissa Bédard. Aladin rejoindra la distribution de la deuxième saison en y interprétant le personnage de Tessa, une ancienne détenue avec qui le personnage d'Ada se lie d'amitié. Ce rôle lui permet de se faire remarquer dans le milieu artistique québécois et de recevoir des offres pour jouer dans des publicités et des séries web.
En 2021, elle rejoint la distribution de la série télévisée Sans rendez-vous, dans laquelle elle joue le rôle de Yasmine, une infirmière travaillant dans une clinique de santé sexuelle. La série est diffusée sur la chaîne de télévision québécoise ICI Radio-Canada Télé. Elle a été nommée pour la première fois aux 36es Prix Gémeaux dans la catégorie « Meilleure interprétation : humour » pour ses rôles dans l'émission Drôle de Véronic, avec ses camarades Éric Bernier, Jean-Carl Boucher, Gabrielle Côté, Josée Deschênes, Véronic DiCaire, Virginie Fortin, Marc-André Grondin et Benoît Mauffette. Cependant, elle n'a pas remporté le prix qui a été attribué aux comédiens de l'émission à sketches Entre deux draps.
En mars 2022, elle participe à l'émission spéciale Marjo - Amoureuse diffusée sur Télé-Québec à l'occasion de la Journée internationale des droits des femmes. Cette émission avait pour objectif de célébrer la carrière musicale de la chanteuse Marjo. Elle interprète la chanson Provocante en duo avec la comédienne Marie Ève Morency. Elle devient également, aux côtés de Frédéric Barbusci, porte-parole adjointe de l'Improvincial, un organisme dont l'objectif est d'outiller et de valoriser les écoles secondaires québécoises souhaitant offrir des cours d'improvisation théâtrale dans leur établissement.  En septembre 2022, elle participe à son premier long métrage, Viking, réalisé par Stéphane Lafleur. Dans ce film, elle incarne le personnage de Janet Adams. Le film reçoit 13 nominations aux prix Écrans canadiens remis par l'Académie canadienne du cinéma et de la télévision. En novembre 2022, elle participe à l'écriture d'un ouvrage collectif Il y a des joies dont on ignore l'existence, publié aux éditions Diverses Syllabes.
En février 2023,  elle est devenue une joueuse régulière de la Ligue Nationale d'Improvisation, une ligue d'improvisation théâtrale basée à Montréal. Durant sa première saison, elle a été sélectionnée pour jouer au match des étoiles et a remporté le prix de la meilleure joueuse de la saison, ainsi que celui de la meilleure improvisation, avec Lyndz Dantiste, Salomé Corbo, Mira Moisan et Joëlle Paré-Beaulieu. Au même moment, elle participe à la rédaction d'un ouvrage collectif intitulé 15 brefs essais sur l'amour, publié aux Éditions Somme Toute. En mars 2023, elle fait partie la distribution de la pièce Tony vend des billets, présentée au Théâtre Jean-Duceppe. La pièce se déroule dans le milieu de la billetterie. Parallèlement, elle est annoncée comme collaboratrice du nouveau talk-show de Marc Labrèche, Je viens vers toi. Elle participe à l'épisode inaugural, diffusé le 12 avril 2023 sur la chaîne de télévision québécoise Noovo.  En mai 2023, l'émission Belle et Bum annonce qu'elle sera l'une des trois nouvelles co-animatrices de l'émission, avec Marie-Josée Gauvin et Lunou Zucchini. En septembre 2023, elle rejoint en tant que protagoniste principal la distribution de l'adaptation francophone de la pièce Une pièce pour les vivant·e·x·s en temps d'extinction de l'autrice Miranda Rose Hall, présentée au Théâtre La Licorne.
En novembre 2023, elle obtient sa première nomination au 8e Gala Québec Cinéma, un événement dédié à l'excellence cinématographique au Québec. Elle concourt dans la catégorie Révélation de l'année. Par ailleurs, elle est également désignée en tant qu'animatrice du 8e Gala Artisans Québec Cinéma, une cérémonie visant à récompenser le talent et la créativité des professionnels œuvrant dans le domaine cinématographique québécois.
En décembre 2023, elle s'engage dans un projet d'immersion musicale à l'Espace St-Denis, dirigé par Normand Brathwaite et produit par Jean Pilote. Elle fait partie des artistes impliqués dans la recréation de l'ambiance de La Nouvelle-Orléans, mettant en avant des talents haïtiens, caribéens et afro-américains. Ce projet marque son engagement dans la mise en valeur de la diversité culturelle et musicale à Montréal. Ce projet New Orleans Blues devrait prendre l'affiche à l'été 2024.
En janvier 2024, elle annonce prendre une pause temporaire de son travail d'enseignante pour cause d'épuisement. Elle soutient cependant que cette pause n'est pas un retrait du milieu de l'éducation, mais plutôt une nécessité de ralentir la cadence.
En février 2024, elle est en lice pour deux prix lors de la 8e édition du Gala Dynastie, un événement visant à mettre en valeur les réalisations des talents noirs du Québec dans les domaines des médias, des arts et de la culture.

## Œuvre

### Ouvrage collectif
- 2020 : Filles Missiles : Autrice du texte Collection de coiffes
- 2022 : Il y a des joies dont on ignore l'existence : Autrice du texte Au cœur du nord
- 2023 : 15 brefs essais sur l'amour : Autrice du texte Redéfinition

## Filmographie

### Actrice

#### Télévision
- 2018 : Les 5 prochains : Chanteuse d'opéra
- 2018 : Plan B : Éducatrice de service de garde
- 2019 : Prière de ne pas envoyer de fleurs : Commis d'épicerie
- 2020 : M'entends-tu? : Tessa
- 2021 : Je voudrais qu'on m'efface : Intervenante sociale
- 2021 : Entre deux draps : Gabrielle
- 2021 : Sans rendez-vous : Yasmine
- 2021 : Drôle de Véronic : Participante, employée
- 2022 : Marjo - Amoureuse : Elle-même
- 2023 : Les révoltés : Martine Jean
- 2024 : À coeur battant : Pascaline
- 2025 : Big Brother Célébrités : Elle-même
- 2025 : Kamikazes : Rôles multuples
- 2025 : Veille sur moi : Dominique

#### Cinéma
- 2022 : Viking de Stéphane Lafleur : Janet Adams
- 2023 : Échos de Sophie B. Jacques : Claire

#### Théâtre
- 2017 : Sylvie aime Maurice de Florence Longpré et Nicolas Michon
- 2023 : Tony vend des billets de Maxime Brillon
- 2023 : Une pièce pour les vivant·e·x·s en temps d'extinction de Miranda Rose Hall

#### Web-série
- 2016 : Julien Lacroix : Mère de Julien
- 2021 : Entrelacés : Ariane
- 2021 : U-Hauling : Lisa
- 2021 : Le bœuf haché ou le tempeh : Employée de l'organisme
- 2021 : Top Dogs : Agents Doubles Doubles : Tireuse de la mafia
- 2023 : Moozoom : Madame Mimi
- 2023 : Les chevaliers de la lumière : Reporter
- 2023 : Les oubliettes : Bertrand Desrochers

#### Baladodiffusion
- 2023 : Livre audio Le petit bébé de Sylvie Roberge : narration
- 2023 : Livre audio Où que tu sois de Ariella Prince Guttman : narration

### Autrice

#### Télévision
- 2023 : Chef Oli vire champêtre

### Collaboratrice

#### Télévision
- 2023 : Je viens vers toi

#### Radio
- 2022 : Il restera toujours la culture

#### Web-série
- 2022 : Peut contenir des traces de blagues

### Animatrice

#### Télévision
- 2023 : Belle et Bum

#### Gala
- 2023 : Gala Artisans Québec Cinéma

#### Baladodiffusion
- 2023 : Les grandes œuvres top chrono

#### Radio
- 2024 : Fab de rêve

## Discographie

### Collaboration musicale
- 2013 : Le héros de la ville de Maxime Gervais[7]

### Singles
- 2013 : J'ai perdu mon portefeuille[8]

## Prix et nominations

### Prix Gémeaux

#### Nomination
- 2021 : Meilleure interprétation : humour

### Ligue nationale d'improvisation (LNI)

#### Prix
- 2023 : Trophée Marie-Michaud (Joueuse de la saison)
- 2023 : Trophée Robert-Lepage (Meilleure improvisation)

#### Nomination
- 2024 : Prix du public
- 2024 : Trophée Marie-Michaud (Joueuse de la saison)
- 2024 : Trophée Robert-Lepage (Meilleure improvisation)

### Prix Iris

#### Nomination
- 2023 : Révélation de l'année

### Gala Dynastie

#### Nomination
- 2024 : Acteur (trice) - Cinéma/Télé
- 2024 : Comédien (ne) - Théâtre